# رودولفو ماسي
رودولفو ماسي (بالإيطالية: Rodolfo Massi)‏ ولد بتاريخ 17 سبتمبر 1965 في إيطاليا، هو دراج إيطالي سابق.

## سجل النتائج

### سباقات أو مراحل فاز بها
- طواف فرنسا
- طواف إيطاليا

## وصلات خارجية
- الموقع الرسمي

## روابط خارجية
- رودولفو ماسي على موقع أرشيف الدراجات (الإنجليزية)
- رودولفو ماسي على موقع إحصائيات الدراجات الإحترافية (الإنجليزية)
- رودولفو ماسي على موقع CycleBase (الإنجليزية)